# Geschichte Boliviens
Die Geschichte Boliviens umfasst die Entwicklungen auf dem Gebiet des Plurinationalen Staates Bolivien von der Urgeschichte bis zur Gegenwart. Sie lässt sich wie die anderer Regionen Südamerikas in mehrere Abschnitte einteilen: die präkolumbianische Zeit oder Frühgeschichte (bis ins 16. Jahrhundert), die Kolonialzeit (etwa 1516 bis 1810), die Unabhängigkeitskriege und die postkoloniale Frühzeit der Nation (1810 bis 1880) sowie die Geschichte des modernen Bolivien.

## Frühgeschichte
Während der letzten Eiszeit ließ die Vergletscherung der Hochgebirgsregionen keine menschliche Besiedlung zu. In der vor-agrarischen Phase (ca. 6000 bis 3000 v. Chr.) lässt sich in einer vielleicht 9 bis 12 ha großen Ausgrabungsfläche bei Sica Sica bei La Paz, in 3.831 m Höhe, eine jungsteinzeitliche Kultur nachweisen, die Viscachani-Kultur.
Die Entstehung agrarischer Gesellschaften wird meist mit der Entwicklung von Sesshaftigkeit und Dörfern in Verbindung gebracht. Beim Wankarani-Komplex (2500 v. – 500 n. Chr.) auf dem zentralen Altiplano, vor allem um La Joya, ließ sich jedoch zeigen, dass eine Hirtenkultur auf der Basis von Lamas und Alpakas diese Entwicklung besser erklären kann. Die Dörfer lagen unter Hügeln (mounds), die Dörfer von 15 bis 500 Häusern Größe bargen. Die Häuser, deren Durchmesser zwischen drei und fünf Metern variierte, waren rund und bestanden aus Stein oder Adobe-Ziegeln.
Zwischen 2500 und 1500 v. Chr. entwickelten die Bewohner Techniken der Textilherstellung und der Keramik. Gegen 1500 v. Chr. lässt sich erstmals Kupfer nachweisen.
Zwischen 1200 v. und 200 n. Chr. bestand die Kultur von Wankarani am Poopó-See, die offenbar nomadisch war und auf Lamas basierte. Daneben existierte von etwa 1500 v. bis 200 n. Chr. die Kultur von Chiripa auf der Taraco-Halbinsel am Titicaca-See. Sie weist ebenfalls Keramik und religiöse Architektur auf. Kleine, konkave Pfeilspitzen sind typisch für ihre Waffen. Hinzu kommen die Urus oder Chipayas, die keinen oder nur in geringfügigem Maß Landbau betrieben, hingegen stark vom Fischfang abhingen.

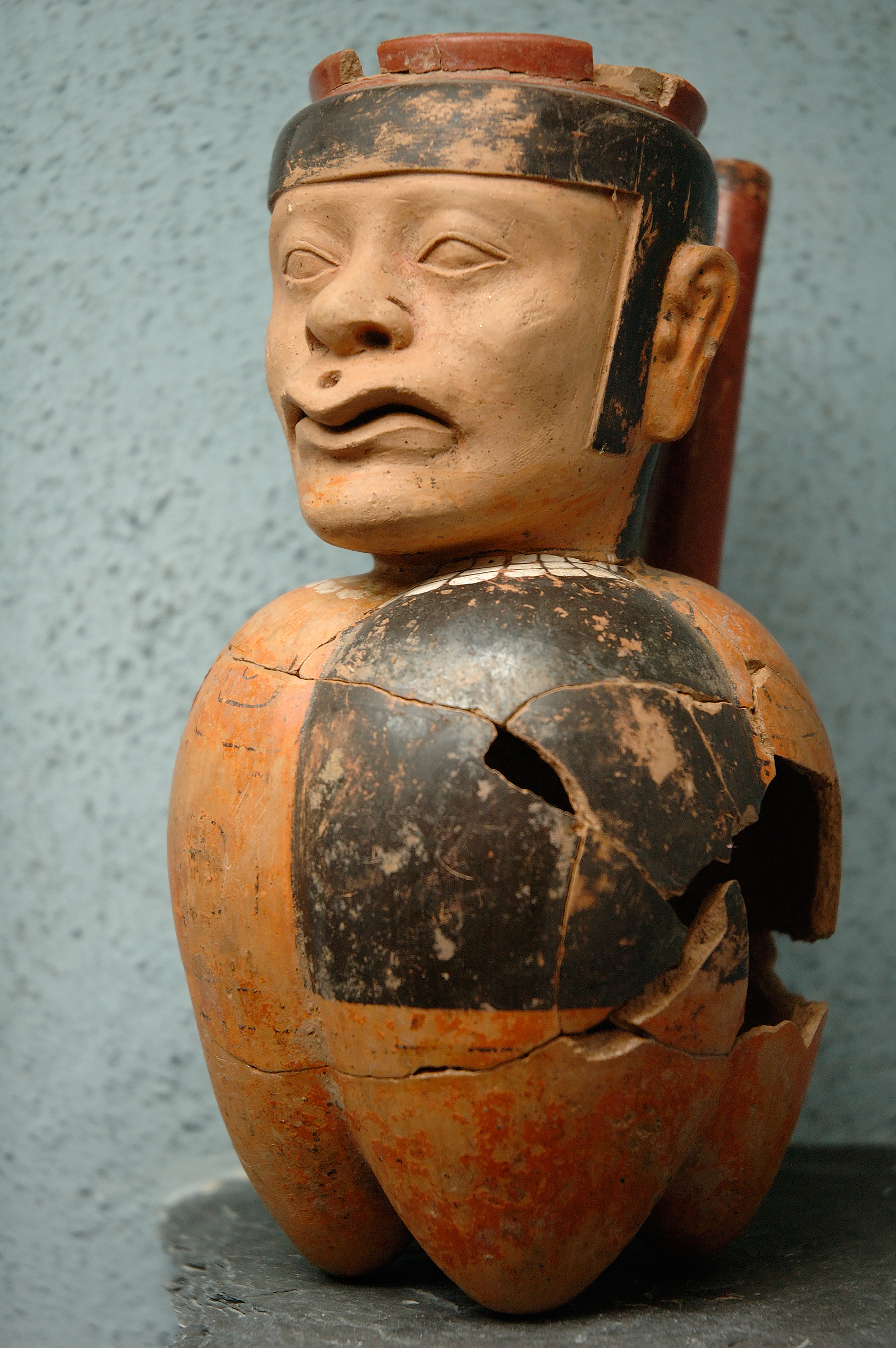
Tongefäß der Tiwanaku-Kultur

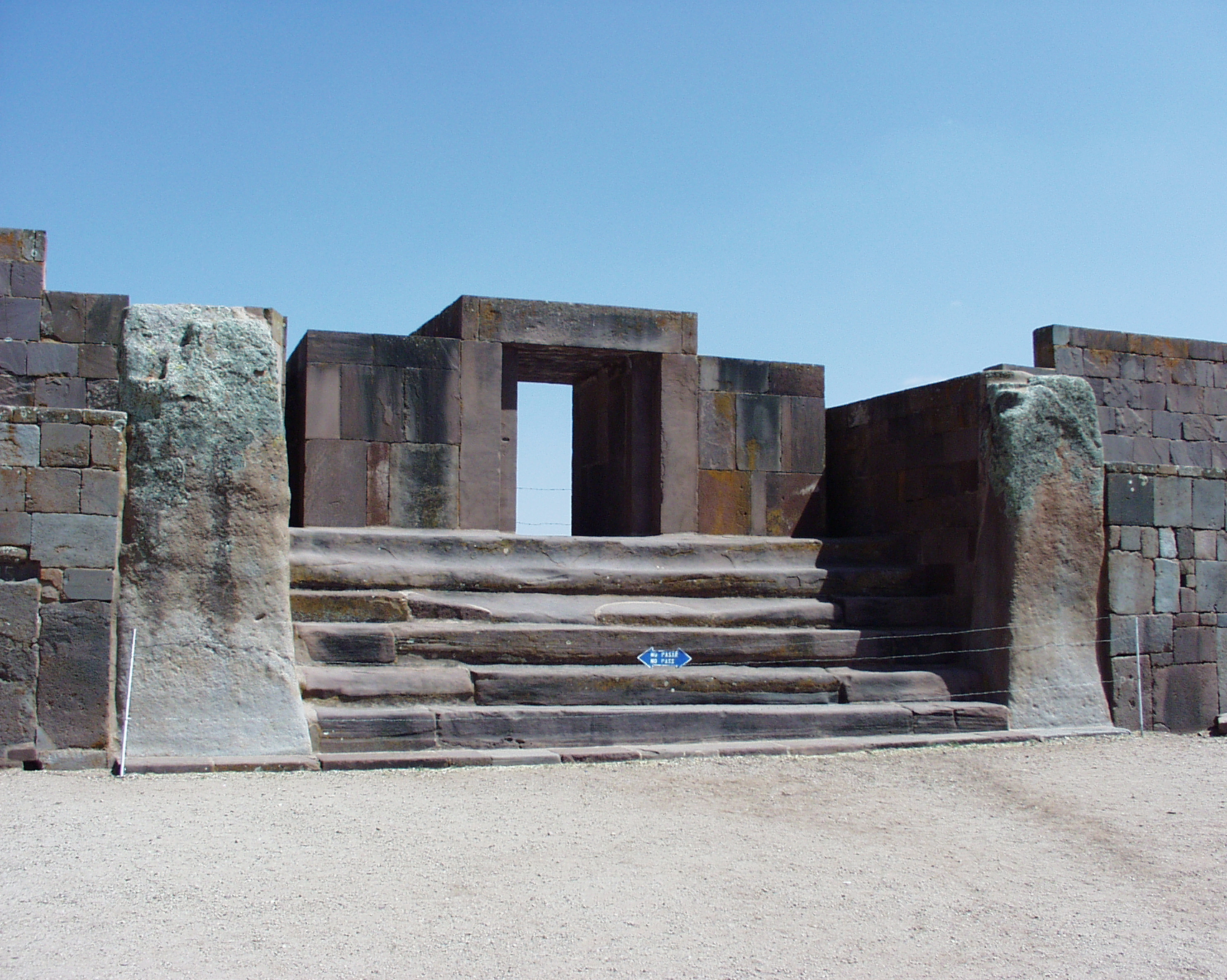
Pforte von Kalasasaya

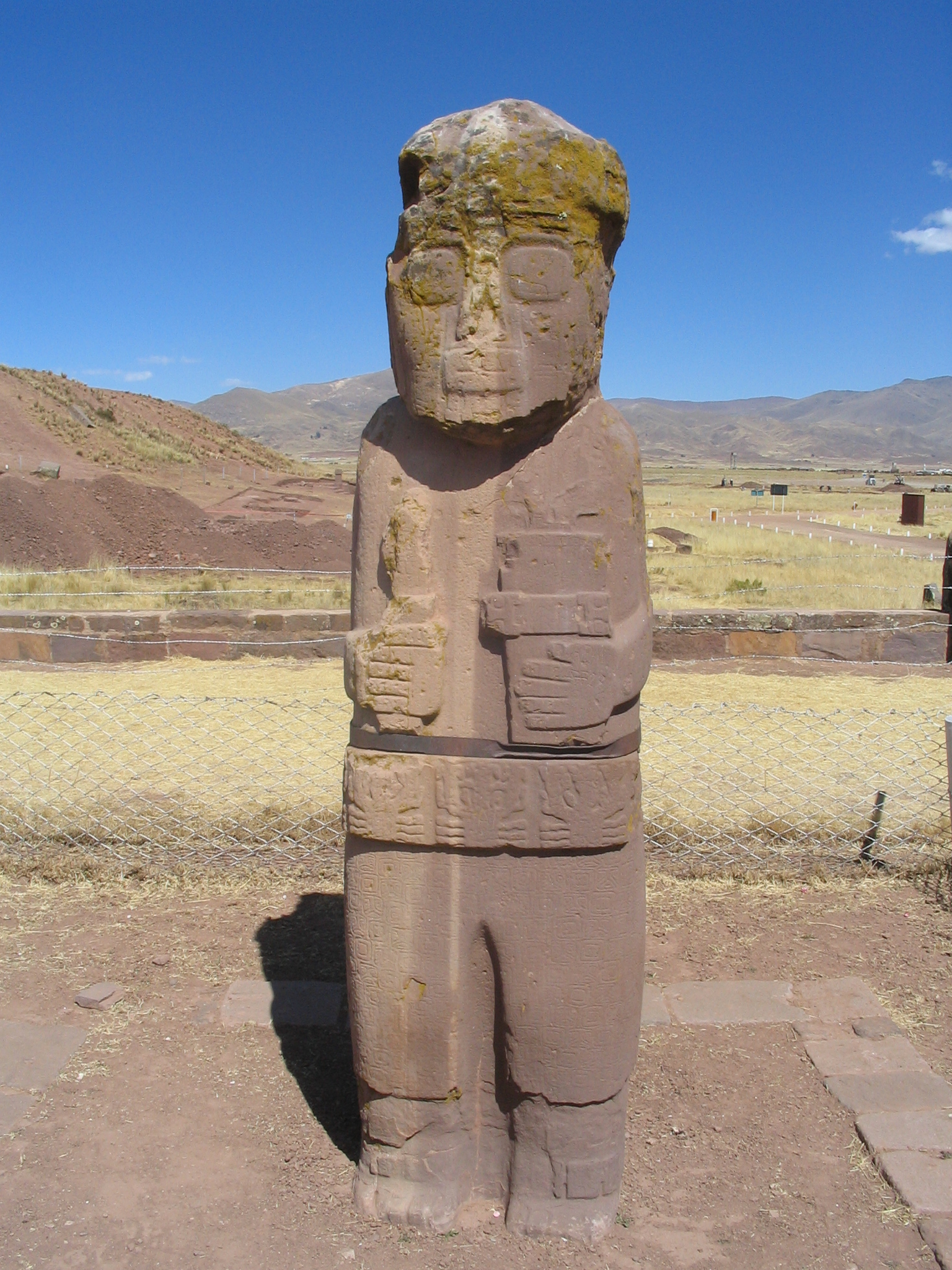
Mönch-Monolith in Tiwanaku

Eine der wichtigsten archäologischen Stätten ist Tiwanaku am Ostufer des Titicacasees, wo etwa zwischen 400 und 1200 n. Chr. eine Hochkultur (Tiwanaku-Kultur) bestand. Sie reicht möglicherweise bis ins 2. Jahrhundert v. Chr. zurück. Dabei errichteten die Träger dieser Kultur Tempelanlagen und Monumentalkomplexe, wie die große Steineinzäunung Kalasasaya und Akapana. Anhand von Textilien und Keramiken mit den für die Tiwanaku-Kultur typischen Kennzeichen, lässt sich nach 700 eine deutliche Expansion nachweisen. Die Hauptstätte umfasste eine Fläche von 650 Hektar und eine geschätzte Einwohnerzahl von 40.000 Menschen; daneben existierten weitere Orte mit rund 10.000 Einwohnern. Diese Orte waren möglicherweise in einer vierstufigen Hierarchie einer strengen Verwaltung und Zuweisung religiöser Funktionen unterworfen, doch sind diese Mutmaßungen stark umstritten. Fernhandel mit sperrigen Gütern war wohl nur auf dem Titicacasee möglich, doch wurden Chili, Mais und Coca in der Residenz stark nachgefragt. Muscheln von der Küste Ecuadors (Stachelaustern), Obsidian aus dem Colca-Tal nach Arequipa, Lapislazuli und Kupfer aus Nordchile wurden wohl über ein System von Zwischenhändlern herbeigebracht, Schnupftabakdosen und Stoffe wurden nach Chile, vielleicht sogar bis nach Nordargentinien gehandelt.
Etwa zur selben Zeit entwickelten sich die Kulturen der Moxos in den östlichen Niederungen und der Mollos im Raum des heutigen La Paz. Alle drei auf Bodenbau beruhenden Kulturen verschwanden im 13. Jahrhundert, vermutlich aufgrund langer Dürren.
Im Tiwanaku-Gebiet folgten sieben Herrschaftsgebiete der Aymara mit einem Kerngebiet um den Titicaca-See. Die Aymara lebten in Dörfern und Städten auf Bergen, entwickelten ein Bewässerungssystem, und waren in der Lage Lebensmittel über lange Zeit zu konservieren. Sie waren in Clans organisiert, die Land und Arbeit zuwiesen.
Dabei dominierten sie benachbarte ethnische Gruppen, wie die Uru, die überwiegend vom Fischfang lebten. Kennzeichnend sind hier Totenstädte.
Von Cuzco dehnten die Quechua ihr Reich aus, und Mitte des 15. Jahrhunderts unterwarfen sie auch die Aymara, wie etwa das Königreich um die Hauptstadt Hatun-Colla. Tiwanaku war zu dieser Zeit schon lange verlassen.
Das bolivianische Hochland wurde als Kollasuyo damit eine der vier Provinzen des Inkareichs. Dem Stellvertreter des Inka unterstand eine Art Gouverneur, der wiederum Befehlsgewalt gegenüber lokalen Gouverneuren besaß. Diese konnten auf den lokalen Adel zugreifen. Dabei bestanden die regionalen Strukturen fort, und auch in kultureller Hinsicht ist kein Bruch zu erkennen. Der tiefste Einschnitt fand in der Organisation öffentlicher Aufgaben statt. So entwickelten die Inka bereits die so genannte Mita, um Großprojekte und Bergbau organisieren zu können. Dabei hatten die verschiedenen Herrschaftsgebiete jeweils eine bestimmte Zahl von Arbeitskräften zu stellen.
1470 rebellierten mehrere Aymara-Königreiche, doch unterlagen sie der Inka-Streitmacht. Zur Sicherung ihrer Herrschaft kolonisierten sie Teile des Aymara-Gebiets, vor allem in den südlichen und zentralen Tälern. Daher sind bis heute Aymara und Quechua die vorherrschenden Sprachen. Die östlichen, nomadisch lebenden Stämme wurden von den Inka nicht unterworfen, dort sicherten sie durch Festungen ihr Gebiet.

## Spanische Kolonialzeit

### Frühe Neuzeit
Siehe auch: Spanische Eroberung Perus und Bevölkerung der iberischen Kolonien in Südamerika am Ende der Kolonialzeit
Als erste koloniale Siedlung der Spanier wurde 1535 Paria in der Nähe der schon vorher bestehenden, später „Paria la vieja“ genannten, inkaischen Regionalhauptstadt gegründet. Bei der Eroberung von Tawantinsuyu wurden die Konquistadoren anfangs von den Aymara unterstützt. Nach dem Beginn der Rebellion des Inka-Herrschers Manco Cápac II. gegen die siegreichen Spanier schlossen sie sich ihm bis auf die Kolla an. Nach ihrer Niederlage besetzte Francisco Pizarro im Jahr 1538 das Gebiet des heutigen Bolivien für Spanien. Bolivien wurde ein Teil des Vizekönigreichs Perú. Im Jahr 1776 wurde das damals noch Alto Perú genannte Land vom Vizekönigreich Perú losgelöst und dem Vizekönigreich Río de la Plata angegliedert.

## Unabhängigkeit

### Unabhängigkeitskampf und Konflikte mit den Nachbarländern

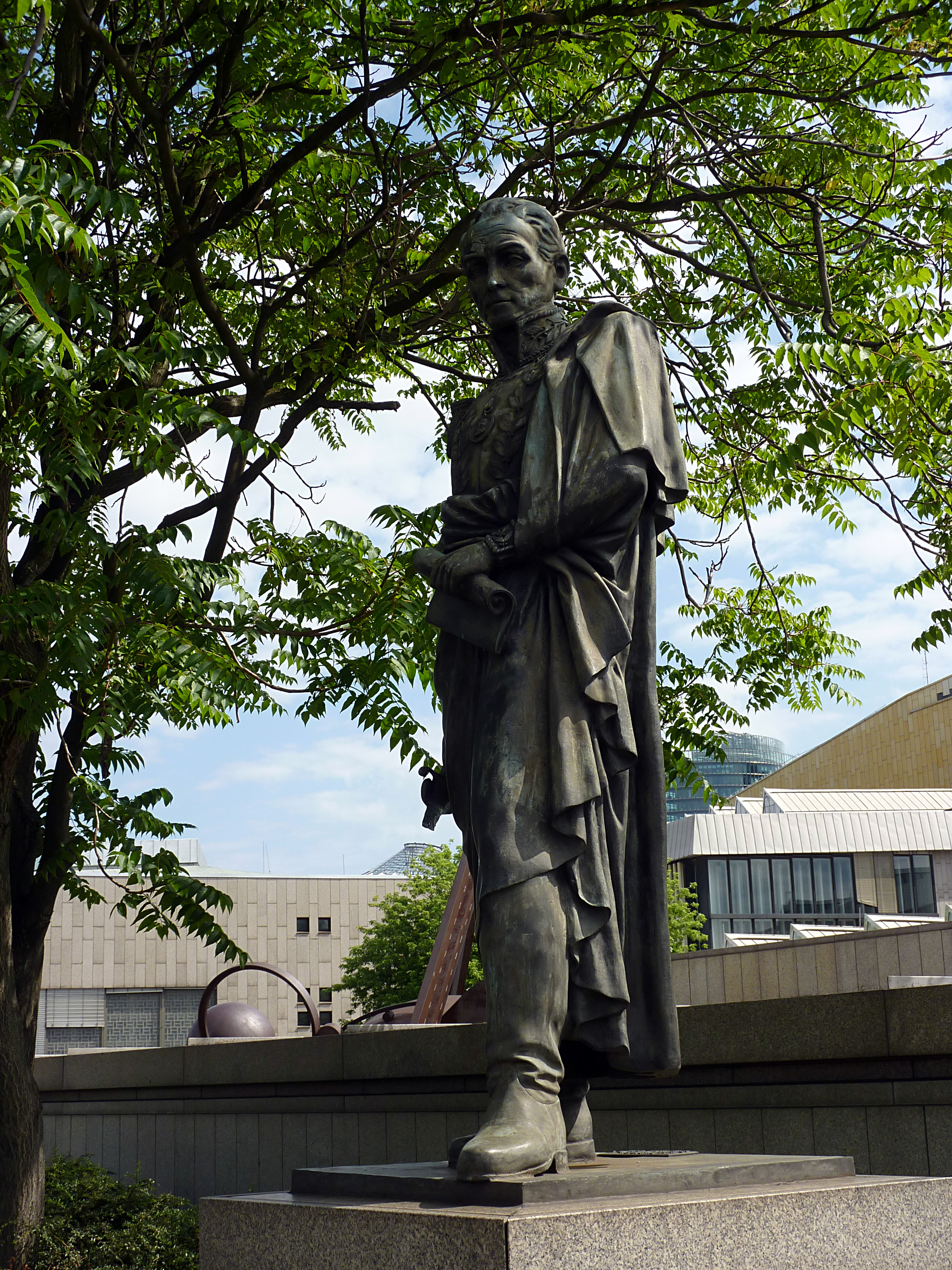
Simón-Bolívar-Statue in Berlin

1809 kam es zu ersten Aufständen gegen die spanische Kolonialmacht, die trotz der drei Expeditionen zur Befreiung Oberperus der La Plata Junta in Argentinien in den Jahren 1810 bis 1816 erfolglos blieben. Auch die Expedition von San Martín nach Peru erbrachte nur kurzzeitige Erfolge. Erst mit dem Eingreifen von Großkolumbien, das in der Schlacht bei Ayacucho Ende 1824 gipfelte, waren die Spanier in Oberperu isoliert. Nach Kämpfen in den eigenen Reihen wurde die Kapitulation von Ayacucho anerkannt und ebnete damit den Weg in die von Antonio José de Sucre am 6. August 1825 auf den Weg gebrachte Unabhängigkeit vom kolonialen Mutterland Spanien. Simón Bolívar, der als Namenspatron für die Republik Bolivien fungierte, lehnte die Präsidentschaft ab und überließ Sucre das Amt, schrieb allerdings die erste Verfassung des Landes. Sucre, der mit der Schlacht am Pichincha Ecuador befreit hatte, versuchte ein ambitioniertes, liberales Reformprogramm umzusetzen. Innere Unruhen und eine peruanische Invasion beendeten seine Präsidentschaft im Jahre 1828. Der Deutsche Otto Philipp Braun war – vor allem in der Endphase der Regierung – eine wichtige Stütze von Sucre.
Daraufhin wurde José Miguel de Velasco Präsident. Aus der Revolution von 1829 ging Andrés Santa Cruz y Calahumana, der an der Befreiung Perus und Ecuadors beteiligt gewesen war, als Sieger hervor. Während seiner Präsidentschaft wurde die von Bolívar geschaffene Verfassung wieder aufgehoben. Am 15. August 1836 marschierte Santa Cruz in Lima ein und vereinigte Perú und Bolivien in der Confederación Perú-Boliviana. Es kam zum Peruanisch-Bolivianischen Konföderationskrieg mit Chile von 1836 bis 1839. Braun besiegte im argentinisch-bolivianischen Grenzgebiet eine argentinische Invasionsarmee. Trotz dieses Teilerfolges zerbrach die Konföderation am 20. Januar 1839 nach dem Sieg einer chilenischen Expeditionsarmee in Peru. Nach dem Sturz von Santa Cruz wurde das Land von häufig wechselnden und zumeist kurzlebigen Militärdiktaturen (caudillos bárbaros) beherrscht. Anomie, Misswirtschaft, Klientelwesen und Korruption bestimmten die Politik. Auf Präsident Velasco folgten 1841 José Ballivián, 1847 wiederum Velasco, 1848 Manuel Isidoro Belzu, 1855 Jorge Córdova, 1857 José María Linares, 1861 José Maria de Achá, 1864 José Mariano Melgarejo, 1871 Agustín Morales, 1872 Adolfo Ballivián, 1874 Tomás Frías Ametller, 1876 Hilarión Daza und nach dessen Sturz im Dezember 1879 ab dem 19. Januar 1880 Narciso Campero im Amt.

Zwischen 1867 und 1938 an Nachbarstaaten verlorene Gebiete (heutiges Staatsgebiet ist weiß)

Am 1. März 1879 führte ein Grenzkonflikt mit Chile zum Salpeterkrieg. In diesem Krieg (1879–1884) kämpften Bolivien und Peru gemeinsam gegen Chile und verloren. Im Abkommen von Valparaíso zur Beilegung des Salpeterkriegs verlor Bolivien 1884 seine Küstenprovinz Antofagasta an Chile (endgültige vertragliche Regelung am 20. Oktober 1904) und wurde dadurch zu einem Binnenstaat ohne Anschluss ans Meer, was zu einem nationalen Trauma wurde. Chile verpflichtete sich im Gegenzug zum Bau einer Eisenbahnstrecke von Arica nach La Paz, um Bolivien den Zugang zum Pazifik zu ermöglichen. Im selben Jahr wurde Gregorio Pacheco Präsident, der 1888 von Aniceto Arce abgelöst wurde. Auf diesen folgte 1892 Mariano Baptista und 1896 Severo Fernandez Alonso. Eine neuerliche Revolution führte 1899 zu Präsidentschaftswahlen, die José Manuel Pando gewann.
Am 18. November 1903 verlor Bolivien in einem Grenzstreit mit Brasilien das Gebiet von Acre. Ein Jahr später wurde Ismael Montes zum Präsidenten gewählt, 1909 Heliodoro Villazon, 1913 wiederum Montes und 1917 José Gutiérrez Guerra. Ein Militärputsch brachte 1920 Bautista Saavedra Mallea an die Macht, der 1925 in einer Wahl José Cabino Villanueva unterlag. Dieser musste aber bereits ein Jahr später zurücktreten, so dass Hernando Siles neuer Präsident wurde. 1930 wurde Carlos Blanco Galindo zum Präsidenten gewählt, der aber ebenfalls ein Jahr später zugunsten von Daniel Salamanca zurücktrat.
Bolivien verwickelte sich von 1932 bis 1935 mit seinem Nachbarn Paraguay in einen Krieg um das Gebiet des Gran Chaco. Bolivien verlor diesen Krieg und musste große Gebiete an Paraguay abtreten. Dies führte zu innenpolitischen Spannungen: 1934 trat Salamanca zugunsten von José Luis Tejada Sorzano zurück. Daraufhin ergriff das Militär unter Oberst José David Toro und ab 1937 unter Oberst Germán Busch Becerra die Macht. Als Folge des Chacokrieges verlor Bolivien am 21. Juli 1938 auch den größten Teil des von ihm beanspruchten Chaco Boreal. Durch diesen und die vorangegangenen Grenzkriege mit seinen Nachbarn verlor Bolivien etwa ein Drittel seines Staatsgebiets.
Nach dem Tod des Präsidenten Busch folgte Carlos Quintanilla Quiroga 1939. Dieser machte den Weg frei für Wahlen, die 1940 Enrique Peñaranda del Castillo gewann. Unter der Präsidentschaft von Major Gualberto Villaroel (* 1908, † 1946), der sich 1943 an die Macht geputscht hatte, wurden die Zinnbarone zu höheren Abgaben an den Fiskus gezwungen. Gleichzeitig wurden Anstrengungen zu einer Landreform unternommen.

### Zeit der innenpolitischen Krisen
Am 21. Juli 1946 wurde in einer von oppositionellen Kräften angeführten Revolte Villaroel gestürzt und ermordet. Die Latifundisten, Großindustriellen, Zinnbarone und Vertreter des Kapitals gewannen die Macht zurück. Auf Néstor Guillén folgte noch im selben Jahr Tomás Monje Gutiérrez im Präsidentenamt. Die Wahlen von 1947 gewann José Enrique Hertzog, der 1949 zurücktrat. Sein Nachfolger wurde Mamerto Urriolagoitia. Am 6. Mai 1951 gewann Víctor Paz Estenssoro (* 1907, † 2001), Kandidat des Movimiento Nacionalista Revolucionario (MNR), die Präsidentenwahl. Das Militär unter General Hugo Ballivián annullierte jedoch das Wahlergebnis und übernahm die Macht.
Am 9. April 1952 verhalf eine von Teilen der Armee, den Studenten und Gewerkschaften angeführte Revolte dem an seiner Amtseinsetzung gehinderten Paz Estenssoro nach der Übergangsregierung von Hernán Siles Zuazo doch noch zur Macht. Der antioligarchisch und antiimperialistisch orientierte MNR wurde stärkste politische Kraft im Land und leitete umfassende Maßnahmen ein (Mobilisierung und Integration der Massen der Arbeiter und der Bauern in die Gesellschaft). Am 30. Oktober 1952 führte die Verstaatlichung der Zinnminen bei einem Preisverfall auf dem Weltmarkt zu Kapitalmangel und Absatzschwierigkeiten.
Nach der erfolgreichen Revolution des Movimiento Nacionalista Revolucionario (MNR) im Jahr 1952 wurden 1953 Bildung und Erziehung ausgeweitet und das allgemeine Wahlrecht eingeführt, das das Frauenwahlrecht einschloss. Am 2. August 1953 wurden in einer Landreform die Latifundien und die Leibeigenschaft abgeschafft. Über 4 Millionen Hektar Agrarland wurden an Kleinbauern vergeben. Die bis dahin marginalisierten Indigenen erhielten Bürgerrechte. Die gewerkschaftliche Organisation der Arbeiter wurde gefördert, die Streitkräfte aufgelöst und die Waffen an Bauern- und Arbeitermilizen verteilt. Die Folgen dieser Revolution waren Kapitalflucht und Währungsverfall. Die USA übten massiven Druck aus und forderten eine Rücknahme der Revolution.
Von 1956 bis 1960 wurden unter der Präsidentschaft von Hernán Siles Zuazo (1914–1996) die Ziele der nationalrevolutionären Politik sukzessive ausgehöhlt. Paz Estenssoro war zwischen 1960 und 1964 erneut Präsident, sah sich auf Druck der Oligarchie aber genötigt, die starke Begünstigung und Machtposition der Gewerkschaften massiv einzuschränken, was zu einem Bruch zwischen MNR und Gewerkschaften und zur Unterdrückung letzterer führte. Am 3. November 1964 wurde Paz Estenssoro nach seiner dritten Wiederwahl an der Amtsübernahme gehindert. General René Barrientos Ortuño (1919–1969) übernahm die Macht. Ihm folgte 1966 General Alfredo Ovando Candía, im selben Jahr wiederum Barrientos, nach dessen Tod 1969 Luis Adolfo Siles Salinas.
Ende der 1960er Jahre entstanden insbesondere im extrem verarmten Hochland Guerillagruppen. Die bis in die 1970er Jahre hinein bedeutendste Gruppe war die marxistisch orientierte Nationale Befreiungsarmee ELN. 1966 erhielt die ELN Unterstützung durch Kuba. Eine Gruppe kubanischer Kämpfer um den Revolutionär und Guerrillero Che Guevara kam nach Bolivien, um dort zusammen mit der ELN eine Guerilla aufzubauen. Es gelang den Kubanern allerdings nicht, die Bauern auf ihre Seite zu bringen. Der Versuch, die Revolution in Bolivien durchzusetzen, scheiterte nicht zuletzt an der fehlenden Unterstützung durch die Kommunistische Partei Boliviens (PCB). Grundsätzlich hatte wohl auch Che Guevara die im Vergleich zum kreolisch-karibischen Kuba ganz anders gelagerte Mentalität in den bolivianischen Anden falsch eingeschätzt, insbesondere die der seit Jahrhunderten in extremer feudaler Abhängigkeit lebenden indigenen Bevölkerung. Mitte 1967 wurde das Rückzugsgebiet der Guerillagruppen um die Kubaner immer enger, bis sie schließlich ganz aufgerieben wurden. Che Guevara wurde im Oktober 1967 vom Militär, das massiv vom US-amerikanischen Geheimdienst CIA unterstützt wurde, gefangen genommen und am 9. Oktober 1967 in La Higuera ohne Gerichtsverhandlung erschossen. Seine Gebeine wurden auf dem Flugplatz des etwa 30 Kilometer entfernten Vallegrande verscharrt und waren über Jahre hinweg verschollen. Erst 1997 wurde sie wiederentdeckt und nach Kuba überführt. Guevaras Erfahrungen während der bolivianischen Zeit sind in seinem später veröffentlichten Bolivianischen Tagebuch dokumentiert.
Am 26. September 1969 putschte General Alfredo Ovando Candía (* 1918, † 1982). Unter seiner Regierung vollzog sich eine Annäherung an die sozialistischen Länder (u. a. Zinnlieferungen an die Sowjetunion). Nach nur einem Jahr wurde Ovando am 6. Oktober 1970 zum Rücktritt gezwungen. Die rechte Militärjunta wurde jedoch nur drei Tage später durch einen linken Gegenputsch unter General Juan José Torres (* 1921, † 1976) gestürzt. Torres berief eine Beratende Volksversammlung (Asamblea Popular) ein, in der die Arbeiterorganisationen die Mehrheit erhielten. Zu dieser Zeit wirkte Fausto Reynaga, Begründer der Partido Indio Boliviano (PIB). Er verfasste über 50 Werke und erzog zahlreiche Indigene zu politischen Führern mit andinem Bewusstsein.
1971 bis 1982 setzten sich die Staatsstreiche und Putschversuche – seit der Unabhängigkeit nahezu 200 – mit sich häufig ablösenden Regierungen fort und kennzeichneten die politische Instabilität des Landes. Am 22. August 1971 übernahm in einem von der rechten Opposition angeführten blutigen Staatsstreich Oberst Hugo Banzer Suárez (* 1926, † 2002) die Macht. 1978 löste ein Militärputsch Banzer ab und brachte Juan Pereda Asbún an die Macht, der noch im selben Jahr von David Padilla Arancibia gestürzt wurde. Dieser wurde wiederum 1979 von Wálter Guevara Arze abgelöst, der seinerseits im selben Jahr gestürzt wurde, ebenso wie sein Nachfolger Oberst Alberto Natusch Busch durch Lidia Gueiler Tejada. Am 17. Juli 1980 putschte General Luis García Meza Tejada („Putsch der Kokainbarone“) und ließ Panzer in die von Gewerkschaften und Kommunisten gehaltenen Minenstädte Potosí und Llallagua einrücken. 1981 wurde er von Celso Torrelio Villa abgelöst.

### Demokratisierungsbemühungen
Die Militärregierung unter Guido Vildoso Calderón berief am 5. Oktober 1982 ein Parlament ein, das Hernán Siles Zuazo zum Präsidenten einer Mitte-links-Regierung wählte. Am 10. Oktober endete die Militärherrschaft. In dieser Epoche der Repression entstanden zahlreiche indigene Organisationen, die heute in den MIP und in den MAS zusammenfließen. Zuazo sah sich durch Auflagen des Internationalen Währungsfonds (IWF) gezwungen, die Landeswährung um 300 Prozent abzuwerten und die Preise für Nahrungsmittel und Kraftstoffe drastisch zu erhöhen. Ende Mai 1984 gab die Regierung die Zahlungsunfähigkeit des Landes gegenüber dem Ausland bekannt, da sich die Auslandsschulden auf 4 Milliarden US-Dollar (11 Milliarden DM) angehäuft hatten. Hauptgrund hierfür war der Exportrückgang für Zinn durch südostasiatische Konkurrenz. Eine lang anhaltende Dürre 1982/83 vernichtete zudem 200.000 Rinder, etwa 500.000 Lamas und 3 Millionen Schafe.
Víctor Paz Estenssoro wurde erneut zum Präsidenten gewählt (1985 bis 1989). Gonzalo Sánchez de Lozada (* 1930) war während der Jahre 1993 bis 1997 Präsident. Daraufhin folgte eine erneute Präsidentschaft von Hugo Bánzer Suárez von 1997 bis 2001. Am 6. August 2002 wurde wieder Gonzalo Sánchez de Lozada Präsident. Nach wochenlangen Unruhen wurde er jedoch am 17. Oktober 2003 gestürzt. Ihm folgte Vizepräsident Carlos Mesa.
2005 forderten Unternehmer und Handelskammern der reichen Region Santa Cruz die Autonomie. Die Region besitzt reiche Gasvorkommen, die in den 90er Jahren unter de Lozada privatisiert und an internationale Energiekonzerne vergeben worden waren. Die Proteste, die sich daran entzündet hatten, führten zu de Lozadas Sturz. Carlos Mesa hatte zunächst zugesagt, die Privatisierung rückgängig zu machen, dies unterblieb jedoch. Da die ärmeren Bevölkerungsteile (70 % leben unter der Armutsgrenze) nun eine Verstaatlichung der Gasvorkommen forderten, reagierten Unternehmensverbände mit Autonomiebestrebungen. Diese Unternehmensverbände wurden von deutsch-, kroatisch- und italienischstämmigen Unternehmern beherrscht, die nach dem Zweiten Weltkrieg in diesen abgelegenen Gebieten Zuflucht gesucht hatten. Zuletzt traten in der Region von der Oberschicht finanzierte Paramilitärs auf, die mehrmals Demonstrationen gegen die Autonomiebestrebungen verhinderten.
Am 6. Juni 2005 erklärte Mesa seinen Rücktritt, er wollte aber bis zur Neuwahl eines neuen Präsidenten im Amt bleiben. Das Parlament wählte den Präsidenten des Obersten Gerichts Eduardo Rodríguez zum Übergangspräsidenten. Er setzte den Wahltermin auf den 18. Dezember 2005 fest. Schon im ersten Wahlgang errang Evo Morales, der der Partei Movimiento al Socialismo (MAS) angehört, die absolute Mehrheit der Stimmen (54 %). Als Mitglied des Aymara-Volkes wurde Morales der erste Indigene Präsident Boliviens und Südamerikas seit dem Beginn der spanischen Kolonisation. Bei seiner Vereidigung am 22. Januar 2006, der indigene religiöse Zeremonien vorausgegangen waren, rief er dazu auf, „500 Jahre Diskriminierung zu beenden“. In den ersten zehn Jahren gelang es der MAS-Regierung die extreme Armut von 38 % um mehr als die Hälfte auf 17 % zu senken. Mit 5 % pro Jahr gelang es ebenso die Erhöhung des Volkseinkommens über den lateinamerikanischen Mittelwert von 3 % sowie der Abbau der öffentlichen Schulden, das Land prosperierte und befand sich inmitten im „bolivianischen Wirtschaftswunders“. Im Jahr 2014 erklärte die UNESCO gemeinsam mit der bolivianischen Regierung den Analphabetismus für besiegt. Die Quote der Analphabeten sank zuvor unter den Wert von 4 %. Darüber hinaus wurden öffentliche Sozialleistungen wie gesetzliche Renten, Kindergeld für Schulkinder und kostenlose Gesundheitsleistungen eingeführt. Die Kosten für die Ausweitung öffentlicher Dienstleistungen wurden verstärkt durch die Einnahmen aus dem Gas- und Rohstoffabbau finanziert, deren Industrien im Verlauf der MAS-Regierung verstaatlicht worden waren.
Die Phase der Stabilität endete 2019. Bei den Wahlen am 20. Oktober 2019 hatte Morales für eine vierte Amtszeit kandidiert, obwohl die Verfassung nur einmalige Wiederwahl erlaubte und ein von Morales initiiertes Referendum zur Verfassungsänderung gescheitert war. In einer umstrittenen Entscheidung hatte das Verfassungsgericht den Verfassungsartikel für ungültig erklärt und sich dabei auf die Amerikanischen Menschenrechtskonvention berufen, die jedem Bürger politische Rechte zusagt, einschließlich der Bewerbung für politische Ämter. Diese Entscheidung wurde fünf Jahre später zurückgenommen, nachdem der Interamerikanische Gerichtshof für Menschenrechte in einem Rechtsgutachten für Kolumbien klargestellt hatte, dass die Begrenzung von Amtszeiten kein Verstoß gegen die Menschenrechtskonvention sei.
Bei der Wahlauszählung wurde der Vorwurf der Manipulation zugunsten Morales’ laut. Morales wurde zum Rücktritt gezwungen, als der Oberbefehlshaber der Streitkräfte, General Williams Kaliman, Morales in einer im Fernsehen übertragenen Rede zum Rücktritt aufforderte, und ging ins Exil. Morales’ Rückzug verursachte ein Machtvakuum, und nachdem Senatspräsidentin Adriana Salvatierra, die ihm laut Verfassung hätte folgen sollen, ebenfalls zurückgetreten war, erklärte sich die zweite Vorsitzende des Senats, Jeanine Áñez, zur Interimspräsidentin, ohne dass dies von der Verfassung vorgesehen war. Einige Staaten, so die USA, Brasilien und die EU-Staaten, erkannten Áñez’ Präsidentschaft als legal an, Mexiko und Uruguay hingegen nicht. In vielen Medien war von einem Putsch die Rede, da Morales’ Rücktritt auf Druck der Militärs geschah.
Nachdem Áñez dem Militär und der Polizei per Dekret Immunität zusicherte, folgte brutale Repression inklusive der zwei Massaker von Senkata und Sacaba an der Zivilbevölkerung im November 2019, die von der Interamerikanischen Kommission für Menschenrechte als solche eingestuft wurden. Die Interimsregierung sowie die wirtschaftliche Oligarchie nutzten ihre Macht, um die indigene Bevölkerung zu unterdrücken, tolerierte nicht nur paramilitärischen Gruppen, sondern finanzierte diese. Während der COVID-19-Pandemie wurde das Gesundheitssystem privatisiert und das Schuljahr ausgesetzt. Das Bürgerkomitee von Santa Cruz ließ verlauten, dass Bolivien „zur Republik zurückkehren“ sollte (Rückkehr zur vor der MAS-Regierungszeit gültigen Verfassung). Im Oktober 2020 wurde Luis Arce von der MAS-Partei mit 54,40 % der Stimmen in der ersten Wahlrunde zum Präsidenten gewählt.
Am 26. Juni 2024 fand unter Führung des erst kurz zuvor abgesetzten Generals Juan José Zúñiga ein Putschversuch statt. Mehrere gepanzerte Fahrzeuge fuhren auf dem zentralen Platz Plaza Murillo in La Paz auf, wo sich Regierungspalast und der Kongress befinden. Soldaten drangen in den Präsidentenpalast ein. Es gab neun Verletzte. Zúñiga wurde festgenommen und inhaftiert.